# 49ers (groupe)
Pour les articles homonymes, voir 49ers.
49ers est un groupe italien de house music et d'Eurodance comportant le producteur et DJ Gianfranco Bortolotti et la chanteuse Dawn Mitchell.

## Histoire
Le projet est formé en 1988 par le producteur Gianfranco Bortolotti. Le premier single, Die Walküre, est basé sur une voix de I.O.U. de Freeez (bien que la femme dans la vidéo soit Josy Gil Persia) et atteint le 20e rang du hit-parade français. (bien que la femme dans la vidéo soit Josy Gil Persia) et atteint la 20e place dans le classement français des singles. Il est suivi par Shadows un an plus tard. Par la suite, le groupe recrute Dawn Mitchell pour jouer le rôle de leader. Touch Me est partiellement basé sur un échantillon d'Aretha Franklin (Rock-a-Lott), tandis que le refrain est tiré de la chanson d'Alysha Warren, Touch Me. Don't You Love Me contient un échantillon vocal du tube de Jody Watley Don't You Want Me et atteint le 78e rang du Billboard Hot 100. D'autres phrases et accroches empruntées sont dispersées dans l'album qui l'accompagne. Il est révélé que Mitchell faisait de la synchronisation labiale sur Touch Me. Elle chante ensuite sur cinq autres chansons de l'album.
Touch Me devient le troisième tube du UK Singles Chart en janvier 1990, tandis que Don't You Love Me se classe au 12e rang et le single Girl to Girl au 31e rang de ce même classement. Un album de remixes et le single Believe In Me (que Mitchell a coécrit et chanté) sortent en 1991. Peu après, Mitchell quitte le groupe et est remplacée par Ann-Marie Smith. Le deuxième album, Playing With My Heart, sort en 1992. L'album produit cinq singles, Move Your Feet, Got to Be Free, The Message, Everything et Keep Your Love.
Le single Rockin' My Body atteint la 31e place du UK Singles Chart. Le groupe sort quatre autres singles, dont Lovin' You, Baby I'm Yours, I Got The Music (aka I Got It) et Let the Sunshine In. Le groupe se sépare ensuite en 1998.
En 2010, 49ers revient brièvement avec un single pour le label italien Ego Music, intitulé Je Cherche Apres Titine, qui contient des extraits du film comique de Charlie Chaplin Modern Times de 1936. En septembre 2012, Gianfranco Bortolotti relance Media Records sous un nouveau nom, Media Songs s.r.l. En 2013, 49ers sort une chanson intitulée Shine on in Love avec la chanteuse Cheryl Porter.

## Discographie

### Singles
- 1989 : Die Walküre (20e des charts en France)
- 1990 : Touch Me
- 1990 : Don't you Love Me?
- 1990 : Girl to Girl
- 1992 : Got to be Free
- 1992 : The Message
- 1995 : Rockin' my Body
- 2004 : Greatest Hits 1990-2002
- 2013 : Shine on in Love